# Myrtlewood, Alabama
Myrtlewood là một thị trấn thuộc quận Marengo, tiểu bang Alabama, Hoa Kỳ. Dân số năm 2009 là 129 người, mật độ đạt 19 người/km².